# Lafayette (Luisiana)
Lafayette é uma cidade localizada no estado americano da Luisiana, na Paróquia de Lafayette. Foi fundada em 1821 com o nome de Vermontville, e renomeada em 1884 para o nome atual. É sede da Paróquia de Lafayette e a quarta cidade mais populosa do estado.

## Geografia
De acordo com o United States Census Bureau, a cidade tem uma área de 127,8 km², onde 127,5 km² estão cobertos por terra e 0,3 km² por água.

## Demografia
Segundo o censo nacional de 2010, a sua população é de 120 623 habitantes e sua densidade populacional é de 946 hab/km². A cidade possui 53 356 residências, que resulta em uma densidade de 418,46 residências/km².